# Filozofia koreańska
Filozofia koreańska  - filozofia uprawiana w Korei, pozostająca pod silnym wpływem filozofii chińskiej, wywierająca w pewnych okresach wpływ odwrotny - a także na filozofię japońską.
Za jej naczelną zasadę uznaje się irenizm, czyli pokojowe współistnienie doktryn.

## Buddyzm
Najważniejsi koreańscy filozofowie i myśliciele buddyjscy:
- Wŏnhyo (617-686)
- Chinul zw. Pojo, Puril (1158-1210)
- Hyujŏng zw. Sŏsan Taesa (1520-1604)
- Han Yong'un (1879-1944)

## Konfucjanizm
Najważniejsi konfucjaniści koreańscy:
- Sŏl Ch'ong (początek VIII w.)
- Kim Pushik zw. Noch'ŏn (1075-1151)
- Yi Saek zw. Mok'ŭn (1328–1396)
- Chŏng Tojŏn zw. Sambong (1342-1398)
- Kwŏn Gŭn zw. Yangch'on (1352–1409)
- Kim Chongjik zw.  Chŏmp'ilchae (1431–1492)
- Kim Shisŭp zw. Maewŏltang (1434-1493)
- Sŏ Kyŏng-dŏk zw. Hwadam (1489-1546)
- Yi Hwang zw. T'oegye (1501-1570)
- Ki Taesŭng zw. Kobong (1527-1572)
- Sŏng Hon zw. Ugye (1535-1598)
- Yi I zw. Yulgok (1536-1584)
- Song Shiyŏl zw. U-am (1607–1689)
- Han Wŏnjin zw. Namdang (1682-1751)

## Shirhak / Silhak
Szkoła "praktycznej nauki" oraz encyklopedyzm (wpływy myśli zachodniej, zwł. Matteo Ricci):
- Yi Su-gwang (1563-1628)
- Yu Hyŏng-won (1622-1673)
- Yi Ik zw. Sŏngho (1681–1763)
- Chŏng Yag'yong zw. Tasan (1762–1836)